# Iyo Bank Vertz
Gli Iyo Bank Vertz (伊予銀行ヴェールズ?, Iyo Ginkō Vēruzu) sono una squadra di softball femminile giapponese con sede a Matsuyama, Ehime. Sono membri della West Division della Japan Diamond Softball League (JD.League).

## Storia
I Vertz furono fondati nel 1985 come squadra di softball della Iyo Bank.
La Japan Diamond Softball League (JD.League) fu fondata nel 2022, e i Vertz si unirono alla nuova lega come membri della West Division.

## Roster attuale
Aggiornato all'aprile 2022.
| Ruolo         | N.         | Nome            | Età        | Altezza             | Batte      | Lancia     | Note       |
| Giocatrici    | Giocatrici | Giocatrici      | Giocatrici | Giocatrici          | Giocatrici | Giocatrici | Giocatrici |
| ------------- | ---------- | --------------- | ---------- | ------------------- | ---------- | ---------- | ---------- |
| Lanciatrici   | 5          | Nana Shoji      | 29 anni    | 163 cm (5 ft 4 in)  | Destro     | Destro     |            |
| Lanciatrici   | 14         | Koharu Sunaga   | 21 anni    | 168 cm (5 ft 6 in)  | Sinistro   | Sinistro   |            |
| Lanciatrici   | 18         | Minori Kuroki   | 27 anni    | 170 cm (5 ft 7 in)  | Destro     | Destro     |            |
| Ricevitrici   | 12         | Hiromi Yasukawa | 27 anni    | 160 cm (5 ft 3 in)  | Sinistro   | Destro     |            |
| Ricevitrici   | 27         | Marin Hiromitsu | 25 anni    | 160 cm (5 ft 3 in)  | Destro     | Destro     |            |
| Interne       | 1          | Mizuki Iida     | 28 anni    | 155 cm (5 ft 1 in)  | Sinistro   | Destro     |            |
| Interne       | 3          | Mizuki Inoue    | 25 anni    | 165 cm (5 ft 5 in)  | Sinistro   | Sinistro   |            |
| Interne       | 4          | Ayana Asaishi   | 30 anni    | 158 cm (5 ft 2 in)  | Destro     | Destro     |            |
| Interne       | 10         | Hazuki Kai      | 29 anni    | 158 cm (5 ft 2 in)  | Destro     | Destro     |            |
| Interne       | 20         | Akiko Yoshikane | 23 anni    | 151 cm (4 ft 11 in) | Destro     | Destro     |            |
| Interne       | 25         | Ami Takikawa    | 21 anni    | 156 cm (5 ft 1 in)  | Sinistro   | Destro     |            |
| Interne       | 26         | Lisa Maulden    | 31 anni    | 171 cm (5 ft 7 in)  | Sinistro   | Destro     |            |
| Interne       | 29         | Minami Tsujii   | 26 anni    | 167 cm (5 ft 6 in)  | Destro     | Destro     |            |
| Esterne       | 7          | Sayaka Matsuse  | 28 anni    | 163 cm (5 ft 4 in)  | Sinistro   | Destro     |            |
| Esterne       | 9          | Kiho Homma      | 29 anni    | 170 cm (5 ft 7 in)  | Destro     | Destro     |            |
| Esterne       | 11         | Yuka Iuchi      | 27 anni    | 169 cm (5 ft 7 in)  | Sinistro   | Destro     |            |
| Esterne       | 15         | Kaede Tsubouchi | 21 anni    | 161 cm (5 ft 3 in)  | Sinistro   | Destro     |            |
| Esterne       | 17         | Risa Okazaki    | 26 anni    | 165 cm (5 ft 5 in)  | Sinistro   | Destro     |            |
| Esterne       | 28         | Mana Kawaguchi  | 26 anni    | 162 cm (5 ft 4 in)  | Sinistro   | Destro     |            |
| Staff tecnico |            |                 |            |                     |            |            |            |
| Manager       | 30         | Risa Akimoto    | 43 anni    | -                   | -          | -          |            |
| Coach         | 31         | Terumi Yano     | 40 anni    | -                   | -          | -          |            |